# ウィキペディアモニュメント

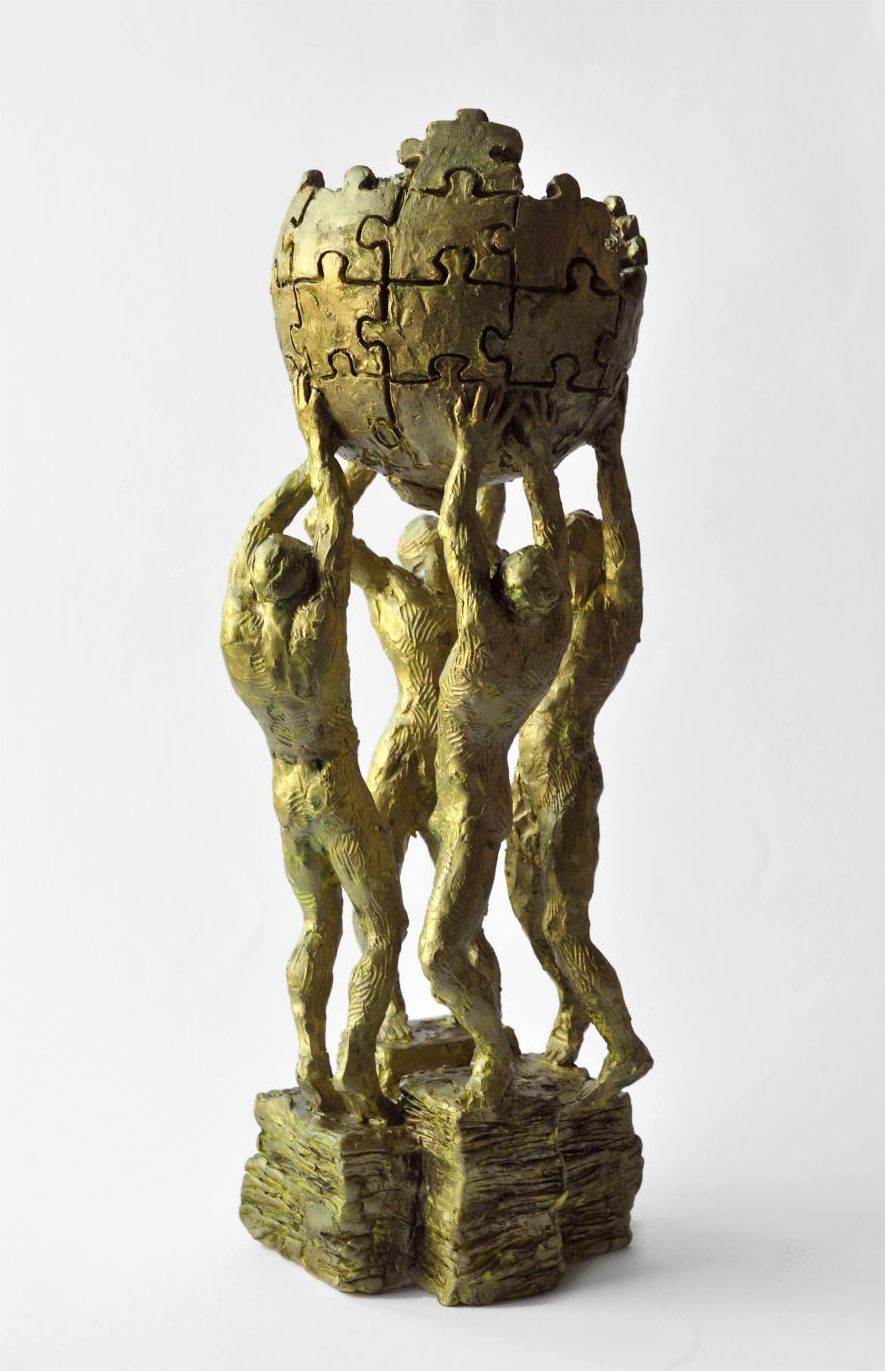
彫刻家が考えた当初案の模型

ウィキペディア記念碑（ポーランド語: Pomnik Wikipedii）またはウィキペディア像は、ウィキペディアの投稿者らを讃えてポーランドのスウビツェに設立された像である。アメリカの彫刻家ミーラン・ヘイコビャン（Mihran Hakobyan）がデザインし、除幕式は2014年10月22日にフランクフルト広場（ポーランド語: Plac Frankfurcki）で執り行われ、ポーランドのウィキメディアの支部（英語）ならびにウィキメディア財団の代表が立ち会った。

## 概要と歴史
モニュメントの設立は、2010年頃にスウビツェにある教育機関Collegium Polonicumの理事長、クシシュトフ・ヴォイチェホフスキ博士が提案した。博士は、「私にはウィキペディアの前にひざまずく心構えがある。だからこそ記念碑設置を発想したのだ」と語った。ポーランド語版ウィキペディアは、ポーランドで人気のウェブサイトの1つである。100万以上の記事があり、世界のウィキペディアで12番目の規模である。副市長の Piotr Łuczynski によると、この記念碑は「この街の学術上の重要性を強調するものとなる」。ポーランド・ウィキメディア協会の代表は、このプロジェクトが「ウェブサイトの認知を高め、人々の貢献を促す」よう望むと語った。
この記念碑は、4人の人物が頭上にウィキペディアのロゴである地球を掲げる様子を表現している。高さ2.5m。アルメニア出身で同学を卒業した芸術家 Mihran Hakobyan がデザインし、素材はガラス繊維とレジン樹脂。要した費用約5万ズウォティ（おおよそ1.4万ドルまたは1.2万ユーロに相当）はスウビツェ自治体が提供した。2014年10月22日に、町の中央広場（Plac Frankfurcki）で除幕され、オンライン百科事典に対する史上初のモニュメントとなる。除幕式には、ウィキメディア財団の代表及びポーランドとドイツのウィキメディア支部の代表の出席した。